# Football Association Marseille Féminin
Maillots
Le Football Association Marseille Féminin est un club de football féminin français basé à Marseille, et fondé en 1970 sous le nom de Celtic de Beaumont.
Les Marseillaises atteignent pour la première fois de leur histoire la Division 1 en 1996, après avoir passé quatre saisons en seconde division. Mais le club a des résultats en dents de scie, et fait le yoyo durant dix saisons, entre le trois grandes divisions françaises, décrochant au passage un titre de championne de France de troisième division, avant de descendre en Division d'Honneur de Méditerranée en 2007. Le club va alors dominer la compétition régionale en remportant quatre titres sur cinq ans, ce qui lui permet de retrouver la seconde division en 2012.
L'équipe fanion du club, entraînée par Yohan Silvy, participe au championnat de seconde division après avoir été promue lors du championnat interrégional de la saison précédente, et évolue au stade Saint-Menet.

## Histoire
Le club marseillais est fondé en 1970 en tant que section féminine du Celtic de Beaumont. La section s'émancipe en 1999 et prend le nom de Celtic de Marseille.
Le club est exclu en 2007 de toute compétition nationale à la suite d'incidents avec l'équipe du VGA Saint-Maur. En 2010, le club prend le nom de Football Association Marseille Féminin.

## Palmarès
Le palmarès du FAF Marseille comporte un championnat de France de troisième division ainsi que six championnats de Méditerranée.
Le tableau suivant liste le palmarès du club actualisé à l'issue de la saison 2011-2012 dans les différentes compétitions officielles au niveau national et régional.
| Compétitions nationales                             | Compétitions régionales                                                                     | Équipes réserves et de jeunes                                                    |
| - Championnat de France de D3 (1) - Champion : 2004 | - Division d'Honneur de Méditerranée (6) - Champion : 1987, 1989, 2008, 2009, 2011 et 2012. | - Coupe Fédérale des -16 ans à 7 (2) - Vainqueur : 1998, 1999 - Finaliste : 1996 |

## Bilan saison par saison
Le tableau suivant retrace le parcours du club depuis sa création en 1970 sous le nom de Celtic de Beaumont jusqu'en 1999, puis de Celtic de Marseille entre 1999 et 2010, et enfin sous le nom de FAF Marseille depuis 2010.
| Édition   | Division 1 | Division 2                     | Division 3                            | Divisions régionales                     | Coupe de France   |
| 1970-1986 | -          | Championnat inexistant         | Championnat inexistant                | …                                        | Coupe inexistante |
| 1986-1987 | -          | Championnat inexistant         | Championnat inexistant                | 1er (Division d'Honneur)                 | Coupe inexistante |
| 1987-1988 | -          | Championnat inexistant         | Championnat inexistant                | non connu                                | Coupe inexistante |
| 1988-1989 | -          | Championnat inexistant         | Championnat inexistant                | 1er (Division d'Honneur)                 | Coupe inexistante |
| 1989-1992 | -          | Championnat inexistant         | Championnat inexistant                | …                                        | Coupe inexistante |
| 1992-1993 | -          | 7e (Gr. A)                     | Championnat inexistant                | -                                        | Coupe inexistante |
| 1993-1994 | -          | 7e (Gr. B)                     | Championnat inexistant                | -                                        | Coupe inexistante |
| 1994-1995 | -          | 5e (Gr. B)                     | Championnat inexistant                | -                                        | Coupe inexistante |
| 1995-1996 | -          | 1er (Gr. B) 3e (Tournoi Final) | Championnat inexistant                | -                                        | Coupe inexistante |
| 1996-1997 | 9e         | -                              | Championnat inexistant                | -                                        | Coupe inexistante |
| 1997-1998 | 12e        | -                              | Championnat inexistant                | -                                        | Coupe inexistante |
| 1998-1999 | -          | 3e (Gr. B)                     | Championnat inexistant                | -                                        | Coupe inexistante |
| 1999-2000 | -          | 1er (Gr. B) 3e (Tournoi Final) | Championnat inexistant                | -                                        | Coupe inexistante |
| 2000-2001 | 12e        | -                              | Championnat inexistant                | -                                        | Coupe inexistante |
| 2001-2002 | -          | 8e (Gr. B)                     | Championnat inexistant                | -                                        | non connu         |
| 2002-2003 | -          | -                              | 2e (Gr. B) 3e (Tournoi Final Gr. A)   | -                                        | 16e de finale     |
| 2003-2004 | -          | -                              | 1er (Gr. C) 1er (Tournoi Final Gr. A) | -                                        | 16e de finale     |
| 2004-2005 | -          | 5e (Gr. B)                     | -                                     | -                                        | 16e de finale     |
| 2005-2006 | -          | 8e (Gr. B)                     | -                                     | -                                        | non connu         |
| 2006-2007 | -          | 10e (Gr. B)                    | -                                     | -                                        | 16e de finale     |
| 2007-2008 | -          | -                              | -                                     | 1er (Division d'Honneur)                 | non connu         |
| 2008-2009 | -          | -                              | -                                     | 1er (Division d'Honneur)                 | 1er Tour Fédéral  |
| 2009-2010 | -          | -                              | 7e (Gr. A)                            | -                                        | non connu         |
| 2010-2011 | -          | -                              | Championnat inexistant                | 1er (Division d'Honneur) 3e (CIR Gr. A)  | 1er Tour Fédéral  |
| 2011-2012 | -          | -                              | Championnat inexistant                | 1er (Division d'Honneur) 1er (CIR Gr. E) | 1er Tour Fédéral  |
| 2012-2013 | -          | 2e (Gr. C)                     | Championnat inexistant                | -                                        | 32e de finale     |
| 2013-2014 | -          | 8e (Gr. C)                     | Championnat inexistant                | -                                        | 8e de finale      |
| 2014-2015 | -          | 7e (Gr. C)                     | Championnat inexistant                | -                                        | 32e de finale     |
| 2015-2016 | -          | 10e (Gr. C)                    | Championnat inexistant                | -                                        | 32e de finale     |

## Identité visuelle

Logo du Celtic de Marseille
Logo du FAF Marseille

## Joueuses emblématiques
- Louisa Necib
- Jessica Houara
- Caroline Pizzala
- Véronique Pons
- Élodie Ramos
- Marie-Françoise Sidibé